# Ernest Blasi i Bustinza
Ernest Blasi i Bustinza (Barcelona, 1945) és un muntador i editor de cinema català.
Va estudiar història de l'art a la Universitat de Barcelona, però el seu oncle el va introduir en un estudi de cinema d'animació i va participar en l'edició i elaboració de curtmetratges com Como un pájaro i Ferdinand y el ciempiés (1969). El 1971 va dirigir el seu primer curtmetratge, La fábrica, de caràcter experimental basada en dibuixos de Pau Pérez i que va rebre premis als festivals de curtmetratges d'Osca i de Valladolid. Durant la transició també va fer el muntatge de cartells i de curtmetratges documentals i treballà com a ajudant d'edició de Margarida Bernet i Ventura Pons (El vicari d'Olot, 1979), fins que el 1982 va debutar com a editor amb La plaça del Diamant. Després va treballar amb Bigas Luna, Gonzalo Herralde i Antonio Chavarrías, amb qui va fundar el 1998 l'Estudi Polidori. El 2001 fou nominat al Goya al millor muntatge per Aro Tolbukhin, dins la ment de l'assassí. Va guanyar el premi al millor muntatge dels Premis Barcelona de Cinema per Volverás (2002) i Les mans buides (2003). També ha treballat en sèries de televisió per TV3.

## Filmografia
- La plaça del Diamant (1982)
- Lola (1986)
- Laura a la ciutat dels sants (1986)
- Havanera 1820 (1993)
- La febre d'Or (1993)
- Antártida (1995)
- En brazos de la mujer madura (1997)
- L'arbre de les cireres (1998)
- Pau i el seu germà (2001)
- Son de mar (2001)
- Volverás (2002)
- Balseros (2002)
- Aro Tolbukhin, dins la ment de l'assassí (2002)
- Les mans buides (2003)
- Joc de mentides (2003)
- Serrallonga (2008)
- Bicicleta, cullera, poma (2010)
- La sagrada família (2010-2011)